# Élections municipales de 2026 en Eure-et-Loir
Pour un article plus général, voir Élections municipales françaises de 2026.
Les élections municipales en Eure-et-Loir sont prévues en mars 2026. Cette page ne traite que les communes de 3 000 habitants et plus en Eure-et-Loir.

## Résultats à l'échelle du département

### Maires sortants et maires élus
| Commune                        | Population (en 2022) | Maire sortant(e)       | Parti | Parti  | Maire élu(e) | Parti | Parti |
| ------------------------------ | -------------------- | ---------------------- | ----- | ------ | ------------ | ----- | ----- |
| Auneau-Bleury-Saint-Symphorien | 6 354                | Jean-Luc Ducerf        |       | DVD    |              |       |       |
| Bonneval                       | 4 890                | Eric Jubert            |       | DVD    |              |       |       |
| Brou                           | 3 245                | Philippe Masson        |       | UDI    |              |       |       |
| Champhol                       | 3 674                | Etienne Rouault        |       | IDL    |              |       |       |
| Chartres                       | 37 990               | Jean-Pierre Gorges     |       | DVD    |              |       |       |
| Châteaudun                     | 12 898               | Fabien Verdier         |       | DVG    |              |       |       |
| Cloyes-les-Trois-Rivières      | 5 601                | Didier Renvoisé        |       | DVC    |              |       |       |
| Le Coudray                     | 4 063                | Dominique Soulet       |       | DVD    |              |       |       |
| Dreux                          | 31 205               | Pierre-Frédéric Billet |       | LR     |              |       |       |
| Épernon                        | 5 509                | François Belhomme      |       | DVD    |              |       |       |
| Gallardon                      | 3 537                | Yves Marie             |       | DVD    |              |       |       |
| Illiers-Combray                | 3 228                | Bernard Puyenchet      |       | DVD    |              |       |       |
| Lèves                          | 5 701                | Rémi Martial           |       | LR     |              |       |       |
| La Loupe                       | 3 230                | Éric Gérard            |       | LR     |              |       |       |
| Lucé                           | 15 658               | Florent Gauthier       |       | DVC    |              |       |       |
| Luisant                        | 6 818                | Bertrand Massot        |       | LC-LNC |              |       |       |
| Maintenon                      | 4 532                | Thomas Laforge         |       | DVD    |              |       |       |
| Mainvilliers                   | 10 950               | Michèle Bonthoux       |       | PS     |              |       |       |
| Nogent-le-Roi                  | 4 023                | Jean-Loup Vidon        |       | DVD    |              |       |       |
| Nogent-le-Rotrou               | 9 305                | Jérémie Crabbe         |       | PRV    |              |       |       |
| Saint-Lubin-des-Joncherets     | 4 129                | Pascal Artechea        |       | DVC    |              |       |       |
| Saint-Rémy-sur-Avre            | 4 065                | Patrick Riehl          |       | SE     |              |       |       |
| Senonches                      | 3 013                | Xavier Nicolas         |       | LR     |              |       |       |
| Vald'Yerre                     | 3 608                | Franck Marchand        |       | SE     |              |       |       |
| Vernouillet                    | 12 491               | Damien Stépho          |       | PS     |              |       |       |
| Les Villages Vovéens           | 3 977                | Marc Guerrini          |       | LC-LNC |              |       |       |

### Résultats en nombre de maires
| Partis               | Partis                               | Maires sortants | Maires élus | Évolution |
| -------------------- | ------------------------------------ | --------------- | ----------- | --------- |
|                      | Divers droite                        | 9               |             |           |
|                      | Les Républicains                     | 4               |             |           |
| Total droite         | Total droite                         | 13              |             |           |
|                      | Divers centre                        | 3               |             |           |
|                      | Les Centristes - Le Nouveau Centre   | 2               |             |           |
|                      | Parti radical                        | 1               |             |           |
|                      | Union des démocrates et indépendants | 1               |             |           |
| Total centre         | Total centre                         | 7               |             |           |
|                      | Parti socialiste                     | 2               |             |           |
|                      | Divers gauche                        | 1               |             |           |
| Total gauche         | Total gauche                         | 3               |             |           |
|                      | Identité-Libertés                    | 1               |             |           |
| Total extrême droite | Total extrême droite                 | 1               |             |           |
|                      | Sans étiquette                       | 2               |             |           |
| Total                | Total                                | 26              | 26          | -         |

## Résultats dans les communes de plus de 3 000 habitants

### Auneau-Bleury-Saint-Symphorien
- Maire sortant : Jean-Luc Ducerf (DVD)
- 33 sièges à pourvoir au conseil municipal (population légale 2022 : 6 354 habitants)
- 7 sièges à pourvoir au conseil communautaire (CC des Portes Euréliennes d'Île-de-France)

| Tête de liste | Tête de liste | Parti(s) | Nuance | Premier tour | Premier tour | Second tour | Second tour | Sièges | Sièges |
| Tête de liste | Tête de liste | Parti(s) | Nuance | Voix         | %            | Voix        | %           | CM     | CC     |
| ------------- | ------------- | -------- | ------ | ------------ | ------------ | ----------- | ----------- | ------ | ------ |

### Bonneval
- Maire sortant : Eric Jubert (DVD)
- 27 sièges à pourvoir au conseil municipal (population légale 2022 : 4 890 habitants)
- 16 sièges à pourvoir au conseil communautaire (CC du Bonnevalais)

| Tête de liste | Tête de liste | Parti(s) | Nuance | Premier tour | Premier tour | Second tour | Second tour | Sièges | Sièges |
| Tête de liste | Tête de liste | Parti(s) | Nuance | Voix         | %            | Voix        | %           | CM     | CC     |
| ------------- | ------------- | -------- | ------ | ------------ | ------------ | ----------- | ----------- | ------ | ------ |

### Brou
- Maire sortant : Philippe Masson (UDI)
- 23 sièges à pourvoir au conseil municipal (population légale 2022 : 3 245 habitants)
- 4 sièges à pourvoir au conseil communautaire (CC du Grand Châteaudun)

| Tête de liste | Tête de liste | Parti(s) | Nuance | Premier tour | Premier tour | Second tour | Second tour | Sièges | Sièges |
| Tête de liste | Tête de liste | Parti(s) | Nuance | Voix         | %            | Voix        | %           | CM     | CC     |
| ------------- | ------------- | -------- | ------ | ------------ | ------------ | ----------- | ----------- | ------ | ------ |

### Champhol
- Maire sortant : Etienne Rouault (IDL)
- 27 sièges à pourvoir au conseil municipal (population légale 2022 : 3 674 habitants)
- 2 sièges à pourvoir au conseil communautaire (CA Chartres Métropole)

| Tête de liste            | Tête de liste    | Parti(s) | Nuance | Premier tour | Premier tour | Second tour | Second tour | Sièges | Sièges |
| Tête de liste            | Tête de liste    | Parti(s) | Nuance | Voix         | %            | Voix        | %           | CM     | CC     |
| ------------------------ | ---------------- | -------- | ------ | ------------ | ------------ | ----------- | ----------- | ------ | ------ |
|                          | Etienne Rouault, | IDL      |        |              |              |             |             |        |        |
|                          |                  |          |        |              |              |             |             |        |        |
| Exprimés                 |                  |          |        |              |              |             |             |        |        |
| Votes blancs             |                  |          |        |              |              |             |             |        |        |
| Votes nuls               |                  |          |        |              |              |             |             |        |        |
| Total                    | Total            | Total    | Total  |              | 100          |             | 100         | 27     | 2      |
| Absentions               |                  |          |        |              |              |             |             |        |        |
| Inscrits / participation |                  |          |        |              |              |             |             |        |        |

### Chartres
- Maire sortant : Jean-Pierre Gorges (DVD)
- 35 sièges à pourvoir au conseil municipal (population légale 2022 : 37 990 habitants)
- 24 sièges à pourvoir au conseil communautaire (CA Chartres Métropole)

| Tête de liste            | Tête de liste         | Parti(s)            | Nuance | Premier tour | Premier tour | Second tour | Second tour | Sièges | Sièges |
| Tête de liste            | Tête de liste         | Parti(s)            | Nuance | Voix         | %            | Voix        | %           | CM     | CC     |
| ------------------------ | --------------------- | ------------------- | ------ | ------------ | ------------ | ----------- | ----------- | ------ | ------ |
|                          | Jean-François Bridet, | CeC (LÉ-LFI-PCF-PS) |        |              |              |             |             |        |        |
|                          | Jean-Pierre Gorges,   | DVD                 |        |              |              |             |             |        |        |
|                          |                       |                     |        |              |              |             |             |        |        |
| Exprimés                 |                       |                     |        |              |              |             |             |        |        |
| Votes blancs             |                       |                     |        |              |              |             |             |        |        |
| Votes nuls               |                       |                     |        |              |              |             |             |        |        |
| Total                    | Total                 | Total               | Total  |              | 100          |             | 100         | 35     | 24     |
| Absentions               |                       |                     |        |              |              |             |             |        |        |
| Inscrits / participation |                       |                     |        |              |              |             |             |        |        |

### Châteaudun
- Maire sortant : Fabien Verdier (DVG)
- 33 sièges à pourvoir au conseil municipal (population légale 2022 : 12 898 habitants)
- 17 sièges à pourvoir au conseil communautaire (CC du Grand Châteaudun)

| Tête de liste            | Tête de liste    | Parti(s) | Nuance | Premier tour | Premier tour | Second tour | Second tour | Sièges | Sièges |
| Tête de liste            | Tête de liste    | Parti(s) | Nuance | Voix         | %            | Voix        | %           | CM     | CC     |
| ------------------------ | ---------------- | -------- | ------ | ------------ | ------------ | ----------- | ----------- | ------ | ------ |
|                          | Hervé Gateau     | DVD      |        |              |              |             |             |        |        |
|                          | Sid-Ahmed Rouidi | DVD      |        |              |              |             |             |        |        |
|                          |                  |          |        |              |              |             |             |        |        |
| Exprimés                 |                  |          |        |              |              |             |             |        |        |
| Votes blancs             |                  |          |        |              |              |             |             |        |        |
| Votes nuls               |                  |          |        |              |              |             |             |        |        |
| Total                    | Total            | Total    | Total  |              | 100          |             | 100         | 33     | 17     |
| Absentions               |                  |          |        |              |              |             |             |        |        |
| Inscrits / participation |                  |          |        |              |              |             |             |        |        |

### Cloyes-les-Trois-Rivières
- Maire sortant : Didier Renvoisé (DVC), ne se représente pas[7].
- 39 sièges à pourvoir au conseil municipal (population légale 2022 : 5 601 habitants)
- 7 sièges à pourvoir au conseil communautaire (CC du Grand Châteaudun)

| Tête de liste | Tête de liste | Parti(s) | Nuance | Premier tour | Premier tour | Second tour | Second tour | Sièges | Sièges |
| Tête de liste | Tête de liste | Parti(s) | Nuance | Voix         | %            | Voix        | %           | CM     | CC     |
| ------------- | ------------- | -------- | ------ | ------------ | ------------ | ----------- | ----------- | ------ | ------ |

### Le Coudray
- Maire sortant : Dominique Soulet (DVD), ne se représente pas[2].
- 27 sièges à pourvoir au conseil municipal (population légale 2022 : 4 063 habitants)
- 2 sièges à pourvoir au conseil communautaire (CA Chartres Métropole)

| Tête de liste | Tête de liste | Parti(s) | Nuance | Premier tour | Premier tour | Second tour | Second tour | Sièges | Sièges |
| Tête de liste | Tête de liste | Parti(s) | Nuance | Voix         | %            | Voix        | %           | CM     | CC     |
| ------------- | ------------- | -------- | ------ | ------------ | ------------ | ----------- | ----------- | ------ | ------ |

### Dreux
- Maire sortant : Pierre-Frédéric Billet (LR)
- 39 sièges à pourvoir au conseil municipal (population légale 2022 : 31 205 habitants)
- 25 sièges à pourvoir au conseil communautaire (CA du Pays de Dreux)

| Tête de liste | Tête de liste | Parti(s) | Nuance | Premier tour | Premier tour | Second tour | Second tour | Sièges | Sièges |
| Tête de liste | Tête de liste | Parti(s) | Nuance | Voix         | %            | Voix        | %           | CM     | CC     |
| ------------- | ------------- | -------- | ------ | ------------ | ------------ | ----------- | ----------- | ------ | ------ |

### Épernon
- Maire sortant : François Belhomme (DVD)
- 29 sièges à pourvoir au conseil municipal (population légale 2022 : 5 509 habitants)
- 7 sièges à pourvoir au conseil communautaire (CC des Portes Euréliennes d'Île-de-France)

| Tête de liste            | Tête de liste      | Parti(s) | Nuance | Premier tour | Premier tour | Second tour | Second tour | Sièges | Sièges |
| Tête de liste            | Tête de liste      | Parti(s) | Nuance | Voix         | %            | Voix        | %           | CM     | CC     |
| ------------------------ | ------------------ | -------- | ------ | ------------ | ------------ | ----------- | ----------- | ------ | ------ |
|                          | François Belhomme, | DVD      |        |              |              |             |             |        |        |
|                          |                    |          |        |              |              |             |             |        |        |
| Exprimés                 |                    |          |        |              |              |             |             |        |        |
| Votes blancs             |                    |          |        |              |              |             |             |        |        |
| Votes nuls               |                    |          |        |              |              |             |             |        |        |
| Total                    | Total              | Total    | Total  |              | 100          |             | 100         | 29     | 7      |
| Absentions               |                    |          |        |              |              |             |             |        |        |
| Inscrits / participation |                    |          |        |              |              |             |             |        |        |

### Gallardon
- Maire sortant : Yves Marie (DVD)
- 27 sièges à pourvoir au conseil municipal (population légale 2022 : 3 537 habitants)
- 4 sièges à pourvoir au conseil communautaire (CC des Portes Euréliennes d'Île-de-France)

| Tête de liste | Tête de liste | Parti(s) | Nuance | Premier tour | Premier tour | Second tour | Second tour | Sièges | Sièges |
| Tête de liste | Tête de liste | Parti(s) | Nuance | Voix         | %            | Voix        | %           | CM     | CC     |
| ------------- | ------------- | -------- | ------ | ------------ | ------------ | ----------- | ----------- | ------ | ------ |

### Illiers-Combray
- Maire sortant : Bernard Puyenchet (DVD), ne se représente pas[2].
- 23 sièges à pourvoir au conseil municipal (population légale 2022 : 3 228 habitants)
- 8 sièges à pourvoir au conseil communautaire (CC Entre Beauce et Perche)

| Tête de liste | Tête de liste | Parti(s) | Nuance | Premier tour | Premier tour | Second tour | Second tour | Sièges | Sièges |
| Tête de liste | Tête de liste | Parti(s) | Nuance | Voix         | %            | Voix        | %           | CM     | CC     |
| ------------- | ------------- | -------- | ------ | ------------ | ------------ | ----------- | ----------- | ------ | ------ |

### Lèves
- Maire sortant : Rémi Martial (LR)
- 29 sièges à pourvoir au conseil municipal (population légale 2022 : 5 701 habitants)
- 3 sièges à pourvoir au conseil communautaire (CA Chartres Métropole)

| Tête de liste | Tête de liste | Parti(s) | Nuance | Premier tour | Premier tour | Second tour | Second tour | Sièges | Sièges |
| Tête de liste | Tête de liste | Parti(s) | Nuance | Voix         | %            | Voix        | %           | CM     | CC     |
| ------------- | ------------- | -------- | ------ | ------------ | ------------ | ----------- | ----------- | ------ | ------ |

### La Loupe
- Maire sortant : Éric Gérard (LR)
- 23 sièges à pourvoir au conseil municipal (population légale 2022 : 3 230 habitants)
- 8 sièges à pourvoir au conseil communautaire (CC Terres de Perche)

| Tête de liste            | Tête de liste  | Parti(s) | Nuance | Premier tour | Premier tour | Second tour | Second tour | Sièges | Sièges |
| Tête de liste            | Tête de liste  | Parti(s) | Nuance | Voix         | %            | Voix        | %           | CM     | CC     |
| ------------------------ | -------------- | -------- | ------ | ------------ | ------------ | ----------- | ----------- | ------ | ------ |
|                          | Anna Stépanoff | HOR      |        |              |              |             |             |        |        |
|                          | Éric Gérard,   | LR       |        |              |              |             |             |        |        |
|                          |                |          |        |              |              |             |             |        |        |
| Exprimés                 |                |          |        |              |              |             |             |        |        |
| Votes blancs             |                |          |        |              |              |             |             |        |        |
| Votes nuls               |                |          |        |              |              |             |             |        |        |
| Total                    | Total          | Total    | Total  |              | 100          |             | 100         | 23     | 8      |
| Absentions               |                |          |        |              |              |             |             |        |        |
| Inscrits / participation |                |          |        |              |              |             |             |        |        |

### Lucé
- Maire sortant : Florent Gauthier (DVC)
- 33 sièges à pourvoir au conseil municipal (population légale 2022 : 15 658 habitants)
- 10 sièges à pourvoir au conseil communautaire (CA Chartres Métropole)

| Tête de liste            | Tête de liste     | Parti(s) | Nuance | Premier tour | Premier tour | Second tour | Second tour | Sièges | Sièges |
| Tête de liste            | Tête de liste     | Parti(s) | Nuance | Voix         | %            | Voix        | %           | CM     | CC     |
| ------------------------ | ----------------- | -------- | ------ | ------------ | ------------ | ----------- | ----------- | ------ | ------ |
|                          | Florent Gauthier, | DVC      |        |              |              |             |             |        |        |
|                          |                   |          |        |              |              |             |             |        |        |
| Exprimés                 |                   |          |        |              |              |             |             |        |        |
| Votes blancs             |                   |          |        |              |              |             |             |        |        |
| Votes nuls               |                   |          |        |              |              |             |             |        |        |
| Total                    | Total             | Total    | Total  |              | 100          |             | 100         | 33     | 10     |
| Absentions               |                   |          |        |              |              |             |             |        |        |
| Inscrits / participation |                   |          |        |              |              |             |             |        |        |

### Luisant
- Maire sortant : Bertrand Massot (LC-LNC)
- 29 sièges à pourvoir au conseil municipal (population légale 2022 : 6 818 habitants)
- 4 sièges à pourvoir au conseil communautaire (CA Chartres Métropole)

| Tête de liste | Tête de liste | Parti(s) | Nuance | Premier tour | Premier tour | Second tour | Second tour | Sièges | Sièges |
| Tête de liste | Tête de liste | Parti(s) | Nuance | Voix         | %            | Voix        | %           | CM     | CC     |
| ------------- | ------------- | -------- | ------ | ------------ | ------------ | ----------- | ----------- | ------ | ------ |

### Maintenon
- Maire sortant : Thomas Laforge (DVD)
- 27 sièges à pourvoir au conseil municipal (population légale 2022 : 4 532 habitants)
- 2 sièges à pourvoir au conseil communautaire (CA Chartres Métropole)

| Tête de liste            | Tête de liste   | Parti(s) | Nuance | Premier tour | Premier tour | Second tour | Second tour | Sièges | Sièges |
| Tête de liste            | Tête de liste   | Parti(s) | Nuance | Voix         | %            | Voix        | %           | CM     | CC     |
| ------------------------ | --------------- | -------- | ------ | ------------ | ------------ | ----------- | ----------- | ------ | ------ |
|                          | Thomas Laforge, | DVD      |        |              |              |             |             |        |        |
|                          |                 |          |        |              |              |             |             |        |        |
| Exprimés                 |                 |          |        |              |              |             |             |        |        |
| Votes blancs             |                 |          |        |              |              |             |             |        |        |
| Votes nuls               |                 |          |        |              |              |             |             |        |        |
| Total                    | Total           | Total    | Total  |              | 100          |             | 100         | 27     | 2      |
| Absentions               |                 |          |        |              |              |             |             |        |        |
| Inscrits / participation |                 |          |        |              |              |             |             |        |        |

### Mainvilliers
- Maire sortante : Michèle Bonthoux (PS)
- 33 sièges à pourvoir au conseil municipal (population légale 2022 : 10 950 habitants)
- 7 sièges à pourvoir au conseil communautaire (CA Chartres Métropole)

| Tête de liste            | Tête de liste     | Parti(s) | Nuance | Premier tour | Premier tour | Second tour | Second tour | Sièges | Sièges |
| Tête de liste            | Tête de liste     | Parti(s) | Nuance | Voix         | %            | Voix        | %           | CM     | CC     |
| ------------------------ | ----------------- | -------- | ------ | ------------ | ------------ | ----------- | ----------- | ------ | ------ |
|                          | Michèle Bonthoux, | PS       |        |              |              |             |             |        |        |
|                          |                   |          |        |              |              |             |             |        |        |
| Exprimés                 |                   |          |        |              |              |             |             |        |        |
| Votes blancs             |                   |          |        |              |              |             |             |        |        |
| Votes nuls               |                   |          |        |              |              |             |             |        |        |
| Total                    | Total             | Total    | Total  |              | 100          |             | 100         | 33     | 7      |
| Absentions               |                   |          |        |              |              |             |             |        |        |
| Inscrits / participation |                   |          |        |              |              |             |             |        |        |

### Nogent-le-Roi
- Maire sortant : Jean-Loup Vidon (DVD)
- 27 sièges à pourvoir au conseil municipal (population légale 2022 : 4 023 habitants)
- 5 sièges à pourvoir au conseil communautaire (CC des Portes Euréliennes d'Île-de-France)

| Tête de liste            | Tête de liste    | Parti(s) | Nuance | Premier tour | Premier tour | Second tour | Second tour | Sièges | Sièges |
| Tête de liste            | Tête de liste    | Parti(s) | Nuance | Voix         | %            | Voix        | %           | CM     | CC     |
| ------------------------ | ---------------- | -------- | ------ | ------------ | ------------ | ----------- | ----------- | ------ | ------ |
|                          | Jean-Loup Vidon, | DVD      |        |              |              |             |             |        |        |
|                          |                  |          |        |              |              |             |             |        |        |
| Exprimés                 |                  |          |        |              |              |             |             |        |        |
| Votes blancs             |                  |          |        |              |              |             |             |        |        |
| Votes nuls               |                  |          |        |              |              |             |             |        |        |
| Total                    | Total            | Total    | Total  |              | 100          |             | 100         | 27     | 5      |
| Absentions               |                  |          |        |              |              |             |             |        |        |
| Inscrits / participation |                  |          |        |              |              |             |             |        |        |

### Nogent-le-Rotrou
- Maire sortant : Jérémie Crabbe (PRV)
- 29 sièges à pourvoir au conseil municipal (population légale 2022 : 9 305 habitants)
- 22 sièges à pourvoir au conseil communautaire (CC du Perche)

| Tête de liste            | Tête de liste   | Parti(s) | Nuance | Premier tour | Premier tour | Second tour | Second tour | Sièges | Sièges |
| Tête de liste            | Tête de liste   | Parti(s) | Nuance | Voix         | %            | Voix        | %           | CM     | CC     |
| ------------------------ | --------------- | -------- | ------ | ------------ | ------------ | ----------- | ----------- | ------ | ------ |
|                          | Jérémie Crabbe, | PRV      |        |              |              |             |             |        |        |
|                          |                 |          |        |              |              |             |             |        |        |
| Exprimés                 |                 |          |        |              |              |             |             |        |        |
| Votes blancs             |                 |          |        |              |              |             |             |        |        |
| Votes nuls               |                 |          |        |              |              |             |             |        |        |
| Total                    | Total           | Total    | Total  |              | 100          |             | 100         | 29     | 22     |
| Absentions               |                 |          |        |              |              |             |             |        |        |
| Inscrits / participation |                 |          |        |              |              |             |             |        |        |

### Saint-Lubin-des-Joncherets
- Maire sortant : Pascal Artechea (DVC)
- 27 sièges à pourvoir au conseil municipal (population légale 2022 : 4 129 habitants)
- 3 sièges à pourvoir au conseil communautaire (CA du Pays de Dreux)

| Tête de liste | Tête de liste | Parti(s) | Nuance | Premier tour | Premier tour | Second tour | Second tour | Sièges | Sièges |
| Tête de liste | Tête de liste | Parti(s) | Nuance | Voix         | %            | Voix        | %           | CM     | CC     |
| ------------- | ------------- | -------- | ------ | ------------ | ------------ | ----------- | ----------- | ------ | ------ |

### Saint-Rémy-sur-Avre
- Maire sortant : Patrick Riehl (SE)
- 27 sièges à pourvoir au conseil municipal (population légale 2022 : 4 065 habitants)
- 3 sièges à pourvoir au conseil communautaire (CA du Pays de Dreux)

| Tête de liste | Tête de liste | Parti(s) | Nuance | Premier tour | Premier tour | Second tour | Second tour | Sièges | Sièges |
| Tête de liste | Tête de liste | Parti(s) | Nuance | Voix         | %            | Voix        | %           | CM     | CC     |
| ------------- | ------------- | -------- | ------ | ------------ | ------------ | ----------- | ----------- | ------ | ------ |

### Senonches
- Maire sortant : Xavier Nicolas (LR)
- 23 sièges à pourvoir au conseil municipal (population légale 2022 : 3 013 habitants)
- 11 sièges à pourvoir au conseil communautaire (CC des Fôrets du Perche)

| Tête de liste | Tête de liste | Parti(s) | Nuance | Premier tour | Premier tour | Second tour | Second tour | Sièges | Sièges |
| Tête de liste | Tête de liste | Parti(s) | Nuance | Voix         | %            | Voix        | %           | CM     | CC     |
| ------------- | ------------- | -------- | ------ | ------------ | ------------ | ----------- | ----------- | ------ | ------ |

### Vald'Yerre
- Maire sortant : Franck Marchand (SE)
- 29 sièges à pourvoir au conseil municipal (population légale 2022 : 3 608 habitants)
- 5 sièges à pourvoir au conseil communautaire (CC du Grand Châteaudun)

| Tête de liste            | Tête de liste    | Parti(s) | Nuance | Premier tour | Premier tour | Second tour | Second tour | Sièges | Sièges |
| Tête de liste            | Tête de liste    | Parti(s) | Nuance | Voix         | %            | Voix        | %           | CM     | CC     |
| ------------------------ | ---------------- | -------- | ------ | ------------ | ------------ | ----------- | ----------- | ------ | ------ |
|                          | Franck Marchand, | SE       |        |              |              |             |             |        |        |
|                          |                  |          |        |              |              |             |             |        |        |
| Exprimés                 |                  |          |        |              |              |             |             |        |        |
| Votes blancs             |                  |          |        |              |              |             |             |        |        |
| Votes nuls               |                  |          |        |              |              |             |             |        |        |
| Total                    | Total            | Total    | Total  |              | 100          |             | 100         | 29     | 5      |
| Absentions               |                  |          |        |              |              |             |             |        |        |
| Inscrits / participation |                  |          |        |              |              |             |             |        |        |

### Vernouillet
- Maire sortant : Damien Stépho (PS)
- 33 sièges à pourvoir au conseil municipal (population légale 2022 : 12 491 habitants)
- 10 sièges à pourvoir au conseil communautaire (CA du Pays de Dreux)

| Tête de liste | Tête de liste | Parti(s) | Nuance | Premier tour | Premier tour | Second tour | Second tour | Sièges | Sièges |
| Tête de liste | Tête de liste | Parti(s) | Nuance | Voix         | %            | Voix        | %           | CM     | CC     |
| ------------- | ------------- | -------- | ------ | ------------ | ------------ | ----------- | ----------- | ------ | ------ |

### Les Villages Vovéens
- Maire sortant : Marc Guerrini (LC-LNC)
- 29 sièges à pourvoir au conseil municipal (population légale 2022 : 3 977 habitants)
- 10 sièges à pourvoir au conseil communautaire (CC Cœur de Beauce)

| Tête de liste | Tête de liste | Parti(s) | Nuance | Premier tour | Premier tour | Second tour | Second tour | Sièges | Sièges |
| Tête de liste | Tête de liste | Parti(s) | Nuance | Voix         | %            | Voix        | %           | CM     | CC     |
| ------------- | ------------- | -------- | ------ | ------------ | ------------ | ----------- | ----------- | ------ | ------ |